# Telesia

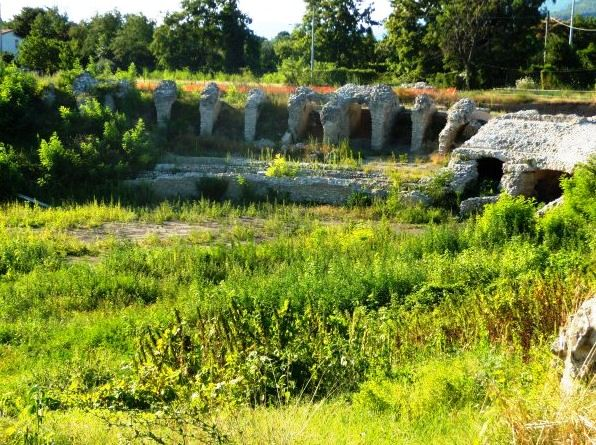
Telesia, Überreste des Amphitheaters

Telesia war eine antike Stadt der Samniten in der italienischen Region Kampanien. Sie lag am rechten Ufer des Flusses Calor kurz vor dessen Mündung in den Volturnus, zwischen den heutigen Orten Telese Terme und San Salvatore Telesino.
Telesia wird während der langjährigen Kriege Roms gegen die Samniten nicht erwähnt, sondern erst im Zweiten Punischen Krieg, in dem Hannibal die Stadt 217 v. Chr. einnahm und Quintus Fabius Maximus Verrucosus sie drei Jahre später zurückeroberte. Die Stadt gehörte, nachdem sie zeitweilig Colonia gewesen war, als Municipium zur 4. Region Italiens. Aus Telesia stammte der samnitische Heerführer Pontius Telesinus.
An archäologischen Resten ist vor allem die Stadtmauer erhalten. Innerhalb der Stadt sind Straßenzüge, zwei Bäder und ein Theater nachgewiesen. Außerhalb der Mauern lag ein Amphitheater. Telesia ist noch nicht systematisch erforscht, es sind aber zahlreiche Inschriften und Grabfunde bekannt.